# Aigle du meilleur réalisateur

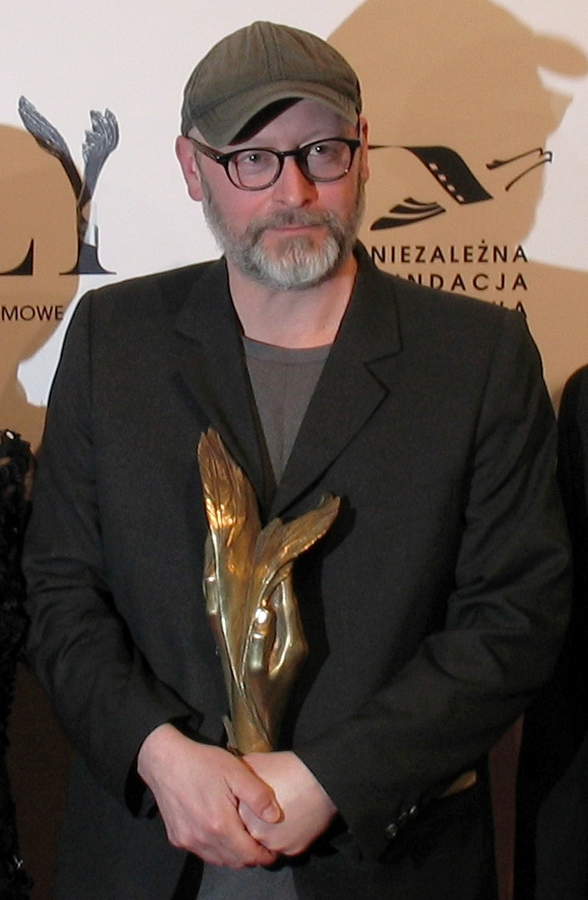
Wojciech Smarzowski tenant son Aigle du meilleur réalisateur à la 14è cérémonie des récompenses cinématiques polonaises.

L'Aigle du meilleur réalisateur (en polonais : Orzeł za najlepszą reżyserię) est l'un des principaux prix des Récompenses cinématographiques polonaises : Orły. Il est attribué chaque année depuis 1999 (pour l'année 1998) par l'Académie polonaise du cinéma depuis 2003.
Seul Wojciech Smarzowski a été récompensé à trois reprises (2004, 2009 et 2012). Quatre autres réalisateurs l'ont été à deux reprises : Krzysztof Krauze (1999, 2006), Jerzy Skolimowski (2008, 2010), Andrzej Jakimowski (2003, 2007) et Roman Polanski (2002, 2012).
Les réalisateurs ayant été le plus souvent nommé à ce prix sont Jan Jakub Kolski et Roman Polanski, avec 4 nominations, suivis par Krzysztof Krauze avec 3 nominations.

Lauréats des Aigle du meilleur film dans la catégorie meilleur réalisateur :

## Récompenses par année
| Date        | Année                   | Titre du film                                                     | Réalisateur                           |
| ----------- | ----------------------- | ----------------------------------------------------------------- | ------------------------------------- |
|             | 1re cérémonie en 1998   | Nic                                                               | Dorota Kędzierzawska                  |
|             | 2e cérémonie en 1999    | Dług                                                              | Krzysztof Krauze                      |
|             | 3e cérémonie en 2000    | La vie est une maladie mortelle qui se transmet par voie sexuelle | Krzysztof Zanussi                     |
|             | 4e cérémonie en 2001    | Cześć Tereska                                                     | Robert Gliński                        |
|             | 5e cérémonie en 2002    | Le Pianiste                                                       | Roman Polanski                        |
|             | 6e cérémonie en 2003    | Les Yeux entr'ouverts                                             | Andrzej Jakimowski                    |
|             | 7e cérémonie en 2004    | La Noce                                                           | Wojciech Smarzowski                   |
|             | 8e cérémonie en 2005    | Komornik                                                          | Feliks Falk                           |
|             | 9e cérémonie en 2006    | La Place du Saint-Sauveur                                         | Krzysztof Krauze et Joanna Kos-Krauze |
|             | 10e cérémonie en 2007   | Un conte d'été polonais                                           | Andrzej Jakimowski                    |
|             | 11e cérémonie en 2008   | Quatre nuits avec Anna                                            | Jerzy Skolimowski                     |
|             | 12e cérémonie en 2009   | Dom zły                                                           | Wojciech Smarzowski                   |
|             | 13e cérémonie en 2010   | Essential Killing                                                 | Jerzy Skolimowski                     |
|             | 14e cérémonie en 2011   | Róża                                                              | Wojciech Smarzowski                   |
| 4 mars 2013 | 15e cérémonie pour 2012 | Carnage                                                           | Roman Polanski                        |
| 2014        | 16e cérémonie pour 2013 | Ida                                                               | Paweł Pawlikowski                     |
| 2015        | 17e cérémonie pour 2014 | Bogowie                                                           | Łukasz Palkowski                      |
| 2016        | 18e cérémonie pour 2015 | Cialo                                                             | Małgorzata Szumowska                  |